# 西経66度線
西経66度線（せいけい66どせん）は、本初子午線面から西へ66度の角度を成す経線である。北極点から北極海、北アメリカ、大西洋、カリブ海、南アメリカ、南極海、南極大陸を通過して南極点までを結ぶ。
西経66度線は、東経114度線と共に大円を形成する。

## 通過する地域一覧
西経66度線は、北極点から南極点まで南に向かって以下の場所を通っている。
| 地理座標                                             | 国土・領土・領海       | 備考 |
| ---------------------------------------------------- | ---------------------- | --- |
| 北緯90度0分 西経66度0分 / 北緯90.000度 西経66.000度  | 北極海                 | |
| 北緯83度15分 西経66度0分 / 北緯83.250度 西経66.000度 | リンカーン海           | |
| 北緯82度50分 西経66度0分 / 北緯82.833度 西経66.000度 | カナダ                 | ヌナブト準州 — エルズミーア島 |
| 北緯81度13分 西経66度0分 / 北緯81.217度 西経66.000度 | ネアズ海峡             | |
| 北緯80度37分 西経66度0分 / 北緯80.617度 西経66.000度 | グリーンランド         | |
| 北緯80度0分 西経66度0分 / 北緯80.000度 西経66.000度  | ネアズ海峡             | ケイン湾（英語版） |
| 北緯79度8分 西経66度0分 / 北緯79.133度 西経66.000度  | グリーンランド         | |
| 北緯76度2分 西経66度0分 / 北緯76.033度 西経66.000度  | バフィン湾             | |
| 北緯70度0分 西経66度0分 / 北緯70.000度 西経66.000度  | デービス海峡           | |
| 北緯68度1分 西経66度0分 / 北緯68.017度 西経66.000度  | カナダ                 | ヌナブト準州 — カンバーランド半島（英語版）、バフィン島 |
| 北緯66度6分 西経66度0分 / 北緯66.100度 西経66.000度  | デービス海峡           | カンバーランド湾（英語版） |
| 北緯64度50分 西経66度0分 / 北緯64.833度 西経66.000度 | カナダ                 | ヌナブト準州 — ホール半島（英語版）、バフィン島 |
| 北緯62度57分 西経66度0分 / 北緯62.950度 西経66.000度 | フロビッシャー湾       | |
| 北緯62度15分 西経66度0分 / 北緯62.250度 西経66.000度 | カナダ                 | ヌナブト準州 — メタ・インコグニータ半島（英語版）、バフィン島 |
| 北緯61度52分 西経66度0分 / 北緯61.867度 西経66.000度 | ハドソン海峡           | |
| 北緯60度30分 西経66度0分 / 北緯60.500度 西経66.000度 | アンガヴァ湾           | |
| 北緯58度58分 西経66度0分 / 北緯58.967度 西経66.000度 | カナダ                 | ケベック州 ニューファンドランド・ラブラドール州（北緯54度56分 西経66度0分 / 北緯54.933度 西経66.000度から） — ラブラドール地方 ケベック州（北緯52度4分 西経66度0分 / 北緯52.067度 西経66.000度から） |
| 北緯50度16分 西経66度0分 / 北緯50.267度 西経66.000度 | セントローレンス湾     | |
| 北緯49度13分 西経66度0分 / 北緯49.217度 西経66.000度 | カナダ                 | ケベック州 — ガスペ半島 |
| 北緯48度9分 西経66度0分 / 北緯48.150度 西経66.000度  | シャルール湾（英語版） | |
| 北緯47度55分 西経66度0分 / 北緯47.917度 西経66.000度 | カナダ                 | ニューブランズウィック州 |
| 北緯45度13分 西経66度0分 / 北緯45.217度 西経66.000度 | ファンディ湾           | |
| 北緯44度35分 西経66度0分 / 北緯44.583度 西経66.000度 | カナダ                 | ノバスコシア州 |
| 北緯43度43分 西経66度0分 / 北緯43.717度 西経66.000度 | 大西洋                 | |
| 北緯18度27分 西経66度0分 / 北緯18.450度 西経66.000度 | プエルトリコ           | |
| 北緯17度58分 西経66度0分 / 北緯17.967度 西経66.000度 | カリブ海               | ラ・オルチラ島（英語版）（ ベネズエラ、北緯11度52分 西経66度5分 / 北緯11.867度 西経66.083度）の東を通過                                                                                              |
| 北緯10度24分 西経66度0分 / 北緯10.400度 西経66.000度 | ベネズエラ             | |
| 北緯0度48分 西経66度0分 / 北緯0.800度 西経66.000度   | ブラジル               | アマゾナス州 ロンドニア州（南緯9度24分 西経66度0分 / 南緯9.400度 西経66.000度から） |
| 南緯9度48分 西経66度0分 / 南緯9.800度 西経66.000度   | ボリビア               | |
| 南緯21度55分 西経66度0分 / 南緯21.917度 西経66.000度 | アルゼンチン           | |
| 南緯45度0分 西経66度0分 / 南緯45.000度 西経66.000度  | 大西洋                 | サンホルヘ湾 |
| 南緯47度5分 西経66度0分 / 南緯47.083度 西経66.000度  | アルゼンチン           | |
| 南緯48度6分 西経66度0分 / 南緯48.100度 西経66.000度  | 大西洋                 | |
| 南緯54度37分 西経66度0分 / 南緯54.617度 西経66.000度 | アルゼンチン           | フエゴ島 |
| 南緯54度57分 西経66度0分 / 南緯54.950度 西経66.000度 | 大西洋                 | |
| 南緯60度0分 西経66度0分 / 南緯60.000度 西経66.000度  | 南極海                 | |
| 南緯65度33分 西経66度0分 / 南緯65.550度 西経66.000度 | 南極大陸               | ルノー島 — アルゼンチン（アルゼンチン領南極）と チリ（チリ領南極）と イギリス (イギリス領南極地域)が領有権を主張                                                                                     |
| 南緯65度54分 西経66度0分 / 南緯65.900度 西経66.000度 | 南極海                 | |
| 南緯66度39分 西経66度0分 / 南緯66.650度 西経66.000度 | 南極大陸               | アルゼンチン（アルゼンチン領南極）と チリ（チリ領南極）と イギリス (イギリス領南極地域)が領有権を主張                                                                                                |